# ترجو جيو

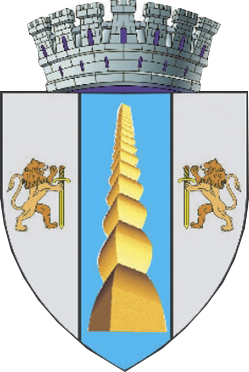
شعار المدينة

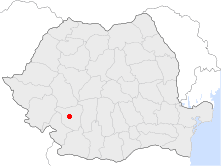

ترجو جيو (بالرومانية: Târgu Jiu) تقع جنوبي غربي رومانيا, عاصمة محافظة غورج في إقليم أولتينيا. عدد السكان 96.641 نسمة (إحصاء 2002) تقع على نهر جيو, يعود تأسيسها لعام 1401 م. إذ ان هذه المدينة تحوي على أماكن ومناظر جذابة.

## معرض صور

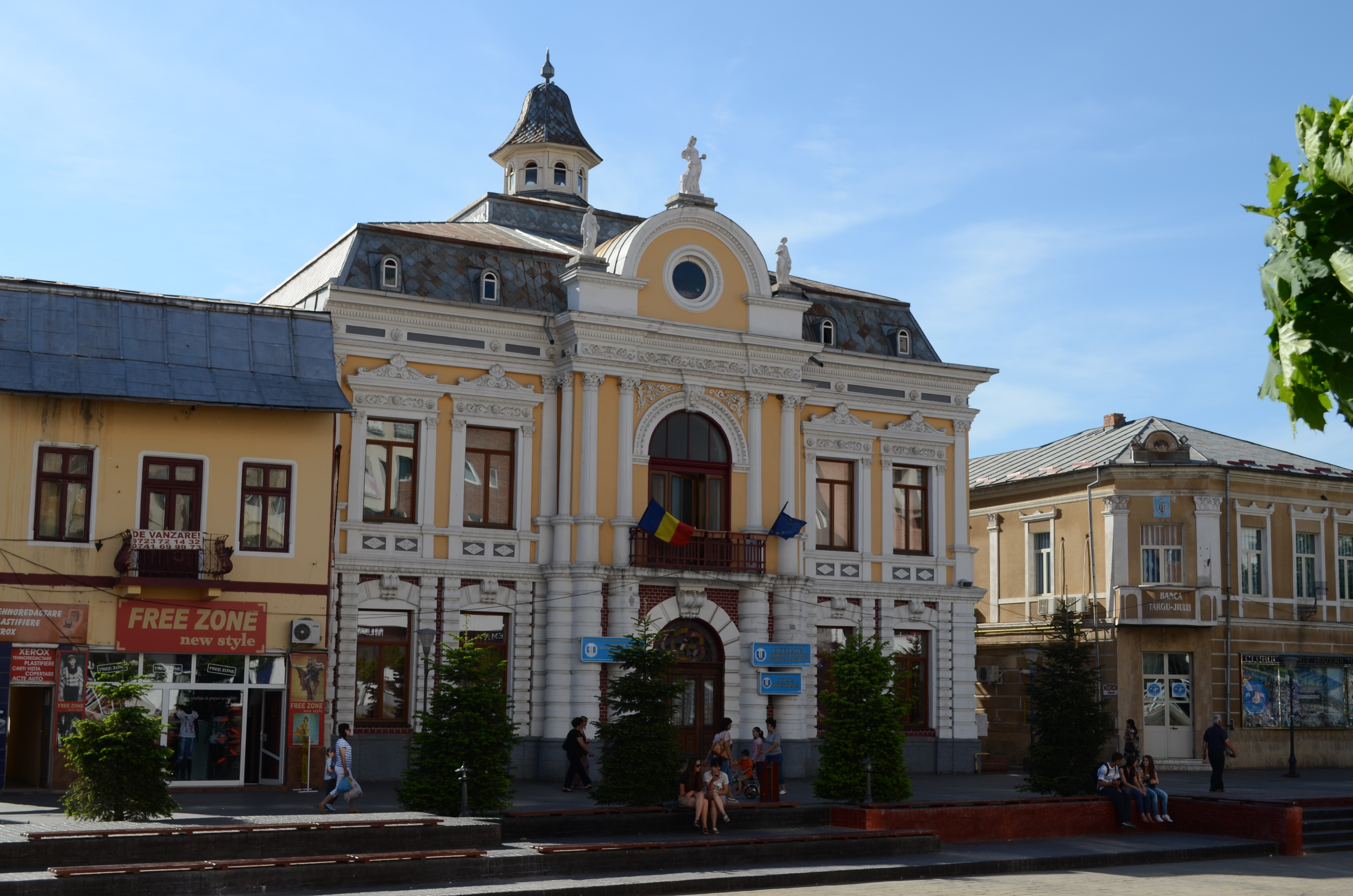
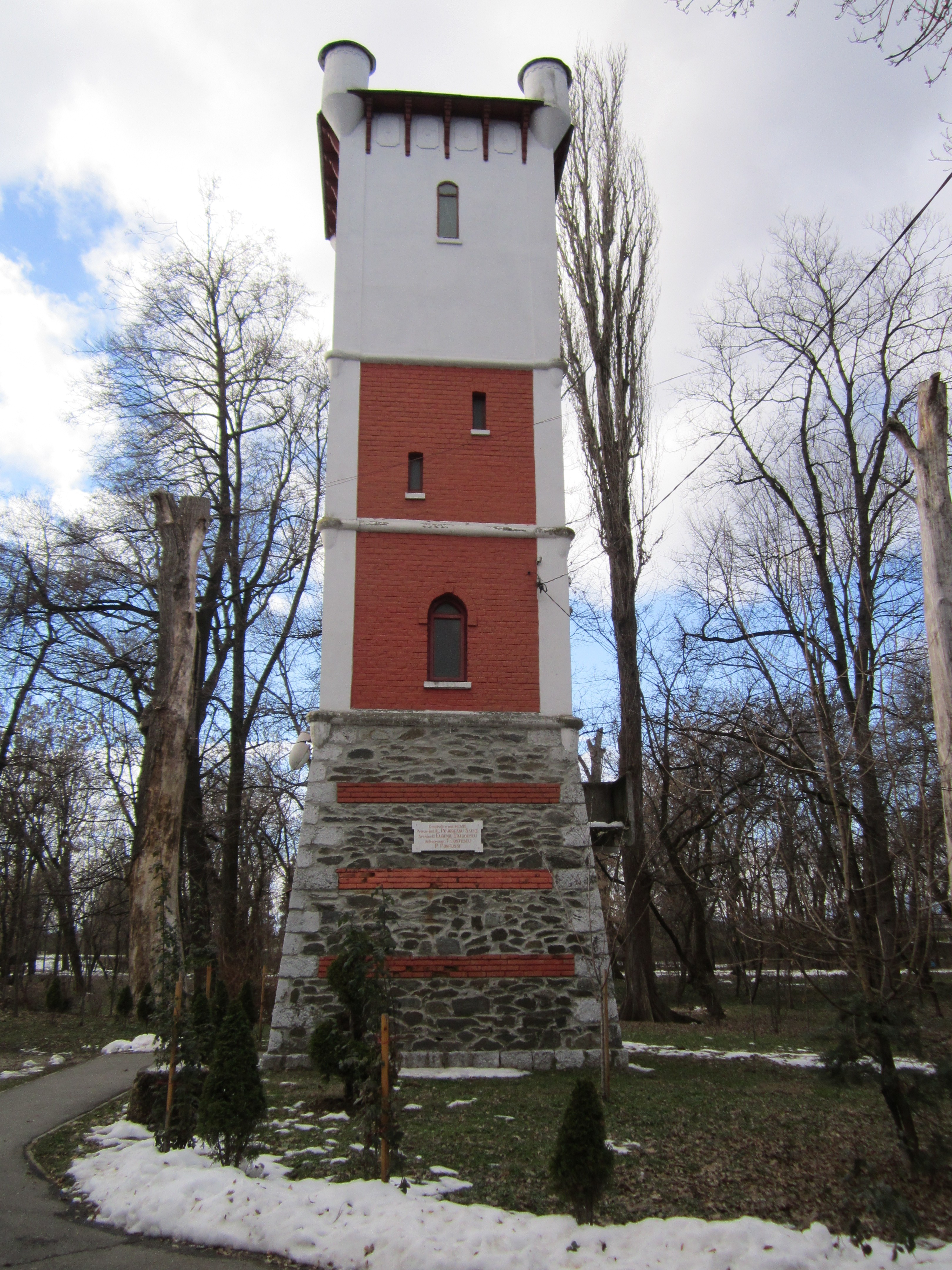
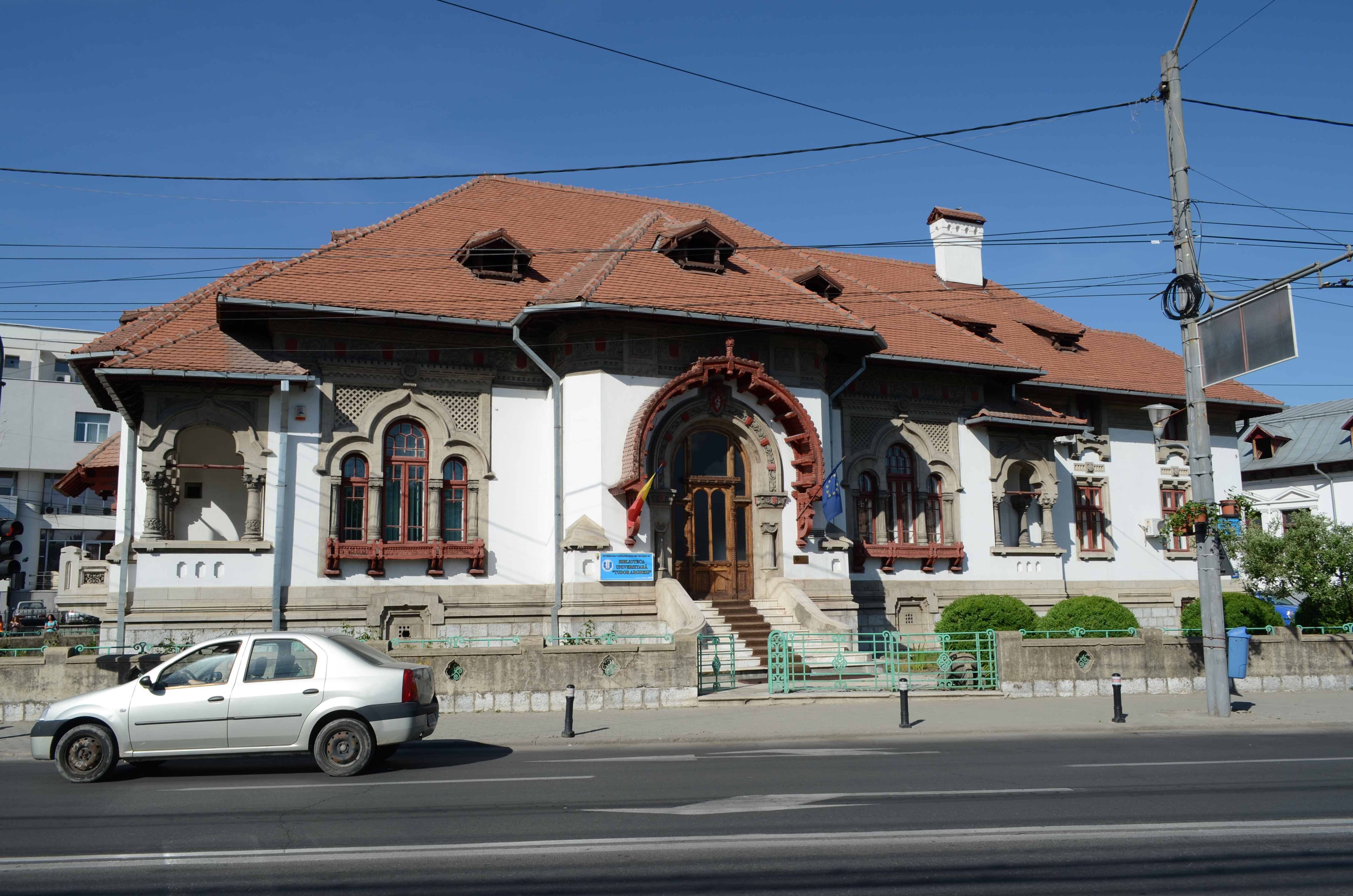
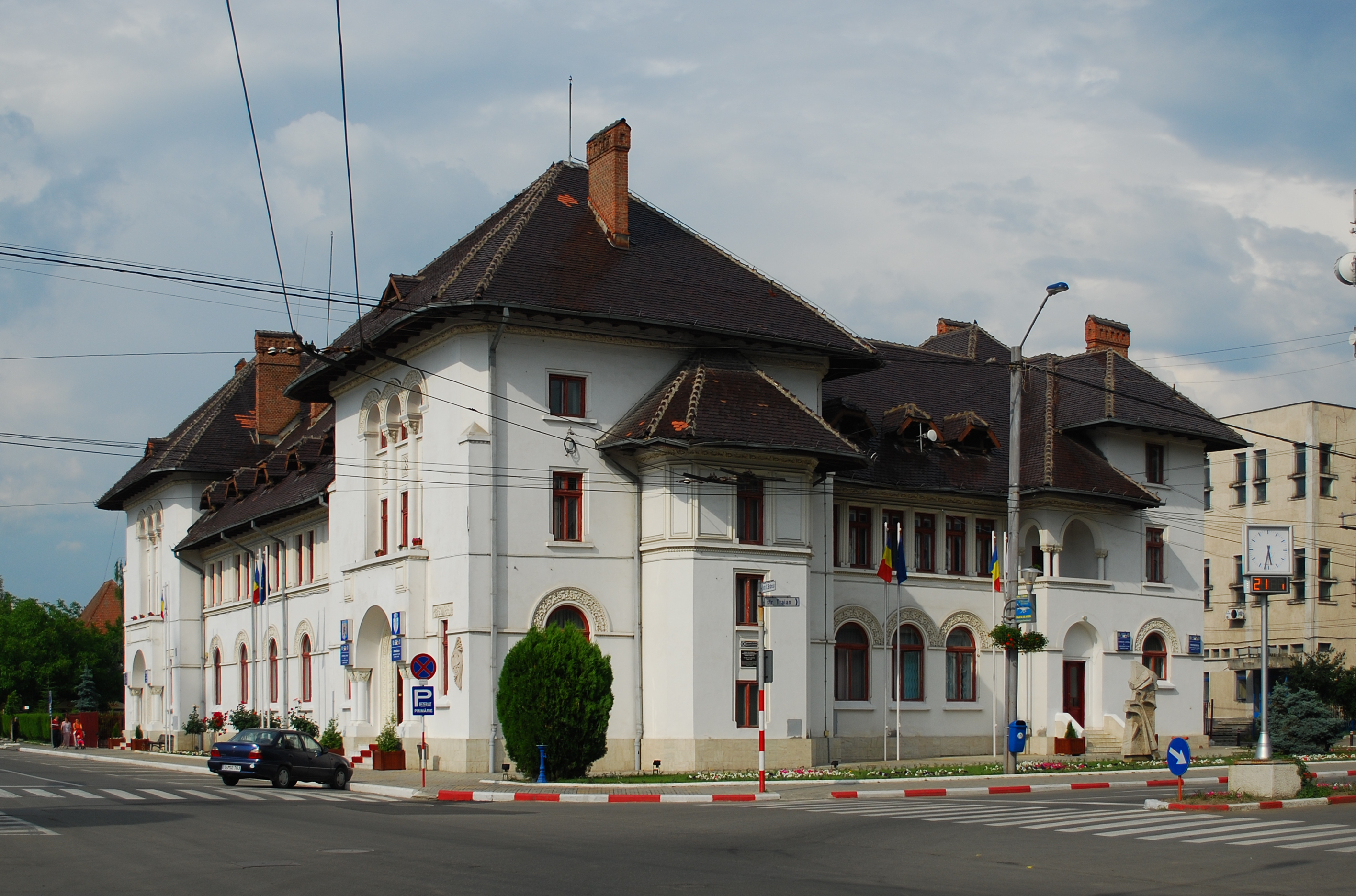
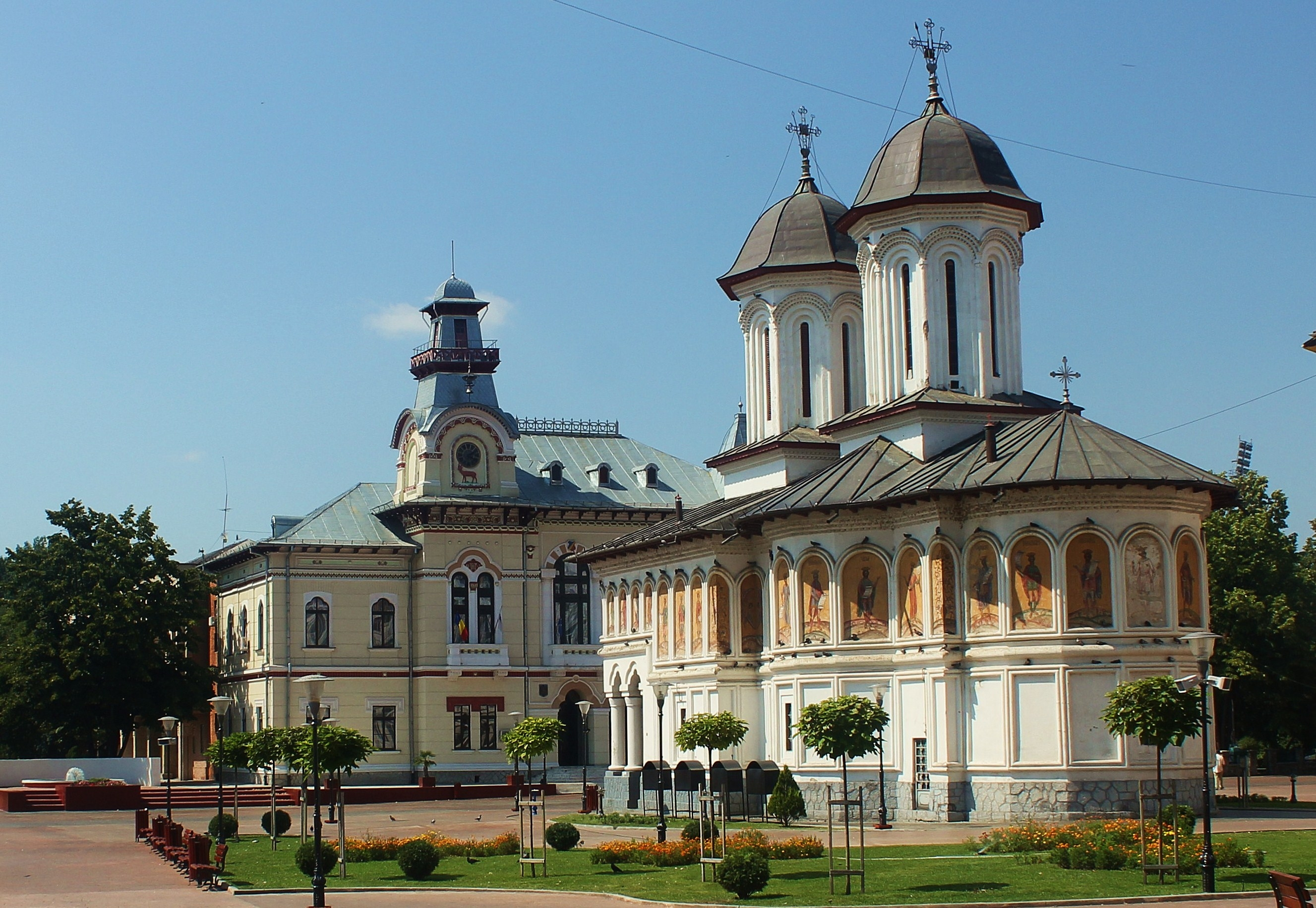

## توأمة
لترجو جيو اتفاقيات توأمة مع كل من:
- نوتشي
- لاوخهامر
- يامبل
- بنديك
- فورباخ

## أعلام
- بوغدان كريسيوتويو
- أدريان أيوانا
- سيرجيو نيكولايسكو
- ميخائيل لاسكار
- إيكاترينا تيودورويو